# Diploglossa
Diploglossa – klad (w randze infrarzędu) jaszczurek z rzędu łuskonośnych (Squamata). 

## Podział systematyczny
Do infrarzędu należą następujące rodziny:
- Anguidae – padalcowate
- Diploglossidae
- Xenosauridae – guzowcowate